# Simone Blum

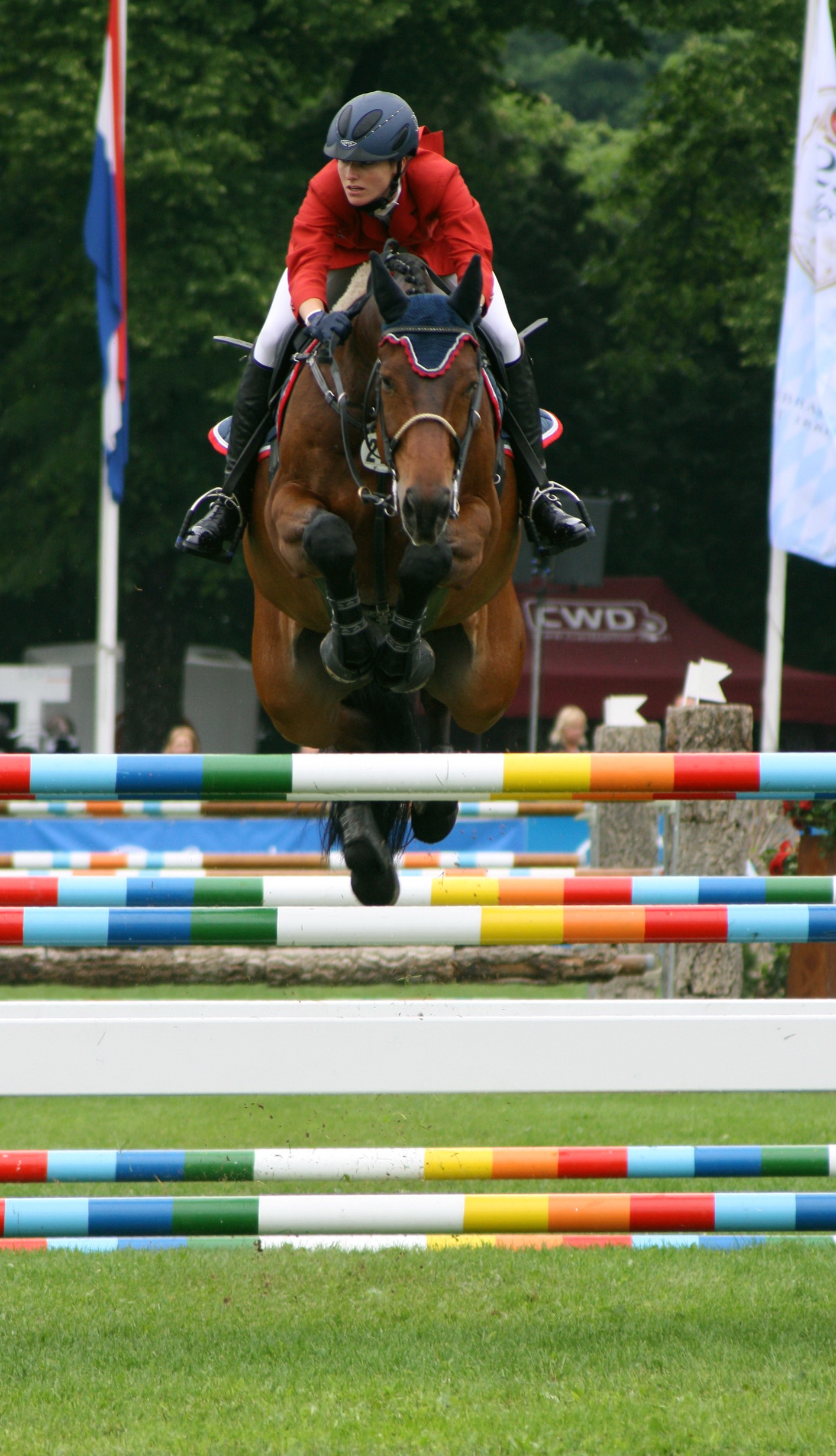
Simone Blum und Flying Boy bei der Pferd International München-Riem 2011

Simone Blum (* 22. März 1989 in Freising) ist eine deutsche Springreiterin. 2018 wurde sie Weltmeisterin.

## Privates
Simone Blum ist die Tochter des Vielseitigkeitsreiters Jürgen Blum (* 1956), der an den Olympischen Sommerspielen 1996 teilnahm und eine Team-Bronzemedaille bei Europameisterschaften gewann.
Simone Blum lebt in Zolling bei München. Ihr Lehramts-Masterstudium in Chemie und Biologie schloss Blum im Jahr 2016 an der TU München ab. Anschließend konzentrierte sie sich komplett auf den Sport. Im Oktober 2018 heiratete Simone Blum ihren Lebensgefährten, den Springreiter Hans-Günter Blum (geborener Goskowitz). Gemeinsam haben sie eine Tochter (* 2020) und einen Sohn (* 2025).
Auf dem gemeinsamen Gut Eichenhof mit Simone Blums Eltern trainieren beide etwa 16 Pferde.

## Sportlicher Werdegang
Wie ihr Vater begann Simone Blum als Vielseitigkeitsreiterin, wechselte aber schnell zum Springsport. Mit 15 Jahren wurde sie Vierte bei den Pony-Europameisterschaften. 2009 wurde sie in den Bundeskader der jungen Reiter berufen. 2015 gewann sie Silber, 2016 Gold bei den deutschen Meisterschaften der Damen. Im Jahr 2017 trat sie bei der (geschlechteroffenen) Wertung der Herren an und wurde mit der Stute DSP Alice auf Anhieb Deutsche Meisterin. Daraufhin wurde sie in den A-Kader berufen.
Bei den Europameisterschaften 2017 in Göteborg kam Blum als Reservereiterin nicht zum Einsatz, dominierte mit Alice jedoch die Rahmenprüfungen und gewann dort den Großen Preis. Drei Wochen später folgte der Sieg im CSI 5*-Grand Prix von Lausanne.
Im Juli 2018 waren Blum und Alice Teil der siegreichen deutschen Mannschaft im Nationenpreis von Aachen. Simone Blum wurde für die Weltreiterspiele 2018 in Tryon, North Carolina in den Vereinigten Staaten nominiert, wo sie mit der deutschen Equipe die Bronzemedaille gewann. Nach der Mannschaftskonkurrenz lag sie in der Einzelwertung mit Alice auf dem ersten Rang, den sie in den beiden Finaldurchgängen verteidigte. In allen fünf Springen machte sie als Einzige keinen Springfehler. Damit wurde sie überraschend Weltmeisterin.
Die Hallensaison 2018/2019 musste Simone Blum vorzeitig beenden, nachdem sie sich einen Nerv im Nacken eingeklemmt hatte und die Schulter mehrfach auskugelte. Nach einer dreimonatigen Turnierpause infolge einer Schulteroperation startete die Saison 2019 erfolgreich für Blum und Alice: Nachdem sie im April bereits im Großen Preis von Gorla Minore (CSI 4*) in beiden Umläufen ohne Fehler geblieben waren, gewannen sie im Mai binnen zwei Wochen das Championat und den Großen Preis beim Maimarkt-Turnier (CSI 3*) sowie den Großen Preis des Nationenpreisturniers von La Baule (CSIO 5*). Im Juni folgten zweite Plätze in dem Großen Preis des CSIO 5* Twente-Geesteren und des CSI 5* Knokke. Aufgrund der Doppel-Nullrunde im Nationenpreis und dem vierten Platz im Großen Preis von Aachen wurde Blums Stute Alice als das erfolgreichste Pferd des CHIO Aachen 2019 ausgezeichnet.
Die Europameisterschaften 2019 bestätigten nochmals, dass Blum und Alice zu diesem Zeitpunkt zu den besten Paaren im Springreitsport gehörten. Nach Mannschafts-Silber verpassten beide auf Rang vier knapp eine Einzelmedaille. In der Springreiter-Weltrangliste erreichte Simone Blum im September 2019 mit Rang 18 ihre bis dahin beste Platzierung.
Für das Jahr 2021 war Blum mit ihrer Stute Alice im deutschen Bundeskader. Doch Alice verletzte sich früh im Jahr. Erst Anfang 2023 ging die Stute wieder kleinere Prüfungen, wurde dann aber beim CHIO Aachen 2023 aus dem Sport verabschiedet. Mit Cool Hill gelangen Simone Blum erfolgreiche Turnierstarts bis hin zu CSI 5*-Niveau. Nachdem der Wallach im Sommer 2021 verkauft worden war, lag ihr Schwerpunkt dann auf dem Aufbau jüngerer Pferde in den Turniersport.
Im Juli 2022 gewann Simone Blum die Bronzemedaille bei den bayrischen Meisterschaften.

## Sportliche Erfolge
Weltmeisterschaften
- 2018, Tryon: mit Alice Bronze mit der Mannschaft und Gold im Einzel

Europameisterschaften
- 2004, Jaskowo (Ponyreiter): mit Rivo 5. Platz mit der Mannschaft und 4. Platz im Einzel[14]
- 2019, Rotterdam: mit Alice Silber mit der Mannschaft und 4. Platz im Einzel

Deutsche Meisterschaften
- 2015, Balve: Silber mit Flying Boy (Damenwertung)
- 2016, Balve: Gold mit Alice (Damenwertung)
- 2017, Balve: Gold mit Alice (offene Herrenwertung)
- 2021, Balve: 6. Platz mit DSP Cool Hill (offene Herrenwertung)
- 2022, Balve: 12. Platz mit Diachacco (Damenwertung)[15]

## Pferde
Aktuelle Pferde
- Qualibro (* 2013), brauner Hannoveraner Wallach, Vater: FRH Quaid, Muttervater: Salito[16]
- Disney 83 (* 2017), Oldenburger Springpferd braune Stute, Vater: Diamant de Semilly, Muttervater: Lux Z
- Ciara PS (* 2014), Oldenburger Springpferd dunkelbraune Stute, Vater: Conthagos, Muttervater: Diarado
- Casallyna (* 2016), Oldenburger Springpferd braune Stute, Vater: Casallco, Muttervater: Acorado I
- Tip Top van de Zuuthoeve Z (* 2016), brauner Zangersheider Wallach, Vater: Tangelo van de Zuuthoeve, Muttervater: Conan Z
- London’s Petite PS (* 2015), braune Hannoveraner Stute, Vater: London, Muttervater: Balou du Rouet
- Titanium PS (* 2018), Oldenburger Springpferd braune Stute, Vater: Talan, Muttervater: Conthargos

Ehemalige Turnierpferde
- DSP Alice (* 2007), DSP-Fuchsstute, Vater: Askari, Muttervater: Landrebell[17], beim CHIO Aachen 2023 offiziell aus dem Sport verabschiedet
- Flying Boy 20 (* 2001), brauner Hannoveraner Wallach, Vater: Fly High I, Muttervater: Sao Paulo[18], zuletzt im Oktober 2017 im Sport eingesetzt
- DSP Cool Hill (* 2010), DSP-Schimmelwallach, Vater: Corlensky G, Muttervater: Al Cantino[19], 2021 verkauft und zuletzt im Februar 2023 von Phoebe Lang im internationalen Sport eingesetzt
- Con Touch S (* 2006), Westfale braune Stute, Vater: Con Cento, Muttervater: Capitol I[20], zuletzt im Juli 2019 im Sport eingesetzt
- Lebouche (* 2011), brauner DSP-Wallach, Vater: Levistano, Muttervater: Baloubino B[21], seit Juli 2023 von Dieter Köfler geritten
- Exxon de Caramel Z (* 2016), brauner Zangersheider Wallach, Vater: Emerald van 't Ruytershof, Muttervater: Heartbreaker, seit Oktober 2023 von Géraldine Straumann geritten
- Cecile 30 (* 2013), Oldenburger Springpferd Fuchsstute, Vater: Conthargos, Muttervater: Carthago, 2021 verkauft und zuletzt im Juli 2022 von Erynn Ballard im internationalen Sport eingesetzt